# .za
.za er et nationalt topdomæne der er reserveret til Sydafrika. Forkortelsen ZA for dette land stammer fra hollandsk Zuid-Afrika, og selvom hollandsk ophørte med at være officielt sprog i Sydafrika i 1961, har forkortelsen hængt ved, og siden 1974 har ZA været landets ISO-kode.
| Nationale topdomæner | Spire Denne artikel om nationale topdomæner er en spire som bør udbygges. Du er velkommen til at hjælpe Wikipedia ved at udvide den. |